# Castianeira longipalpa
Castianeira longipalpa is een spinnensoort uit de familie van de loopspinnen (Corinnidae).
De wetenschappelijke naam van de soort werd in 1847 als Herpyllus longipalpus gepubliceerd door Nicholas Marcellus Hentz.